# Baños de la Encina
Baños de la Encina é um município da Espanha na província de Jaén, comunidade autónoma da Andaluzia, de área 392 km² com população de 2715 habitantes (2006) e densidade populacional de 6,93 hab./km².

## Demografia
| Variação demográfica do município entre 1991 e 2004 | Variação demográfica do município entre 1991 e 2004 | Variação demográfica do município entre 1991 e 2004 | Variação demográfica do município entre 1991 e 2004 |
| --------------------------------------------------- | --------------------------------------------------- | --------------------------------------------------- | --------------------------------------------------- |
| 1991                                                | 1996                                                | 2001                                                | 2004                                                |
| 2740                                                | 2756                                                | 2686                                                | 2734                                                |

## Património
- Castelo de Burgalimar,  do século X, é um magnífico exemplo de arquitectura militar andaluz da época califada[3]